# Comana (gmina w okręgu Konstanca)
Comana – gmina w Rumunii, w okręgu Konstanca. Obejmuje miejscowości Comana, Pelinu i Tătaru. W 2011 roku liczyła 1804 mieszkańców.